# Landfermann-Gymnasium
Das Landfermann-Gymnasium (kurz auch „LfG“ genannt) ist ein in der Stadtmitte von Duisburg in Nordrhein-Westfalen gelegenes, städtisches humanistisches Gymnasium für Mädchen und Jungen. Das Gymnasium gehört zu den ältesten Schulen in Deutschland und wurde schon vor 1280 als „Schola Duisburgensis“ gegründet.

## Geschichte

### Vorgeschichte
Erste urkundliche Erwähnungen der Schola Duisburgensis datieren die Gründung der ersten Vorläuferschule vor das Jahr 1280.
Im Jahre 1512 ließ der Rat der Stadt Duisburg das alte Schulgebäude der Schola Duisburgensis abreißen und am Salvatorkirchhof ein neues Gebäude errichten. Es bestand aus zwei Stockwerken mit Klassenräumen sowie einer Lehrerwohnung im Giebel. Das ehemalige Schulgebäude soll ab 2020 an seinem ehemaligen Standort wieder aufgebaut werden.
Weil es aber von Anfang an zu klein war, kamen noch die Verkaufshalle am alten Markt (heute in ihren Umrissen über dem Ausgrabungsgelände hinter dem Rathaus sichtbar gemacht) und die alte Kapelle auf dem Salvatorkirchhof hinzu. Schon vor der Zerstörung dieser alten Bauten 1943 war dann – passend zum 350-jährigen Jubiläum – der heutige „Altbau“ eingeweiht worden.

### Reformation in Duisburg und Gründung des Gymnasiums
Ab 1544 breitete sich die Reformation auch im Herzogtum Jülich-Kleve-Berg und damit auch in der zu diesem gehörenden Stadt Duisburg aus, 1555 wurde der „Salvator Mundi“ aus der Salvatorkirche entfernt. Die beiden bereits konvertierten Bürgermeister beschlossen, die Gelegenheit zu nutzen, dass die alte Lateinschule recht herabgekommen war, und wurden unter diesem Vorwand bei Herzog Wilhelm vorstellig.
Dieser hatte schon seit 1551 die Errichtung einer klevischen Landesuniversität in Duisburg (siehe Alte Universität Duisburg) in Konkurrenz zu den „altgläubig“ gebliebenen Universitäten Köln und Löwen geplant. Problematisch war deshalb vor allem die „political correctness“ des Lehrkörpers und natürlich die Finanzierung, die nur über Pfründen und Klostervermögen möglich war.
Bei ihrer Bitte um die Errichtung eines akademischen Gymnasiums war es der Stadt gelungen, dem Landesherrn als ersten Rektor den in Geldern geborenen Humanisten Heinrich Castritius Geldorp (1522–1585) schmackhaft zu machen. Dieser hatte sich zwar von der katholischen Kirche nicht trennen wollen, 1558 hatte ihn aber der Kirchenbann getroffen, so dass er in Duisburg Zuflucht suchte. Die Stadt konnte ferner auf drei weitere Humanisten mit Migrationshintergrund zurückgreifen, nämlich auf den Theologen Magister Georg Cassander (1513–1566), den Kosmographen Gerhard Mercator (1512–1594) und den Philologen Johann Otho (um 1520–1581).
Zwischenzeitlich war der Herzog allerdings misstrauisch geworden, so dass er sein Angebot auf finanzielle Unterstützung zurückzog. Das veranlasste den Rat, den Rektor und die übrigen Lehrer gegen Gehalt anzustellen. Diese konnten sich dann das Schulgeld – 2 Taler für Adlige, 1 Taler für Bürgerliche – teilen. Geldorp warb mittels Plakaten um Lehrkräfte, und so kamen weitere niederländische Flüchtlinge: Cornelius Rhetius, Johann von Groningen und die Meister Jacob a Mola und Thomas Gruter. Der Flame Johannes Molanus (Pädagoge) (1510–1583) brachte praktischerweise seine Schüler aus Bremen mit. Dennoch war der Anfang bescheiden: 80 Schüler in den grammatischen Klassen, 20 Auditores im philosophischen Kurs.
Eine von Papst Pius IV. im Frühjahr 1561 übersandte Errichtungsbulle, die den Einzug des Besitzes weltlicher Bruderschaften zugunsten der Professoren und Studenten ermöglichte, wurde aber nach wenigen Tagen zurückgenommen, weil bis nach Rom durchgedrungen war, Duisburg drohe ein Stützpunkt antikatholischer Bestrebungen zu werden. Nach Auflösung der wissenschaftlichen Schule und des philosophischen Kurses erhielt der Herzog 1564 dann doch die gewünschten Privilegien.

### Aufnahme des Lehrbetriebes

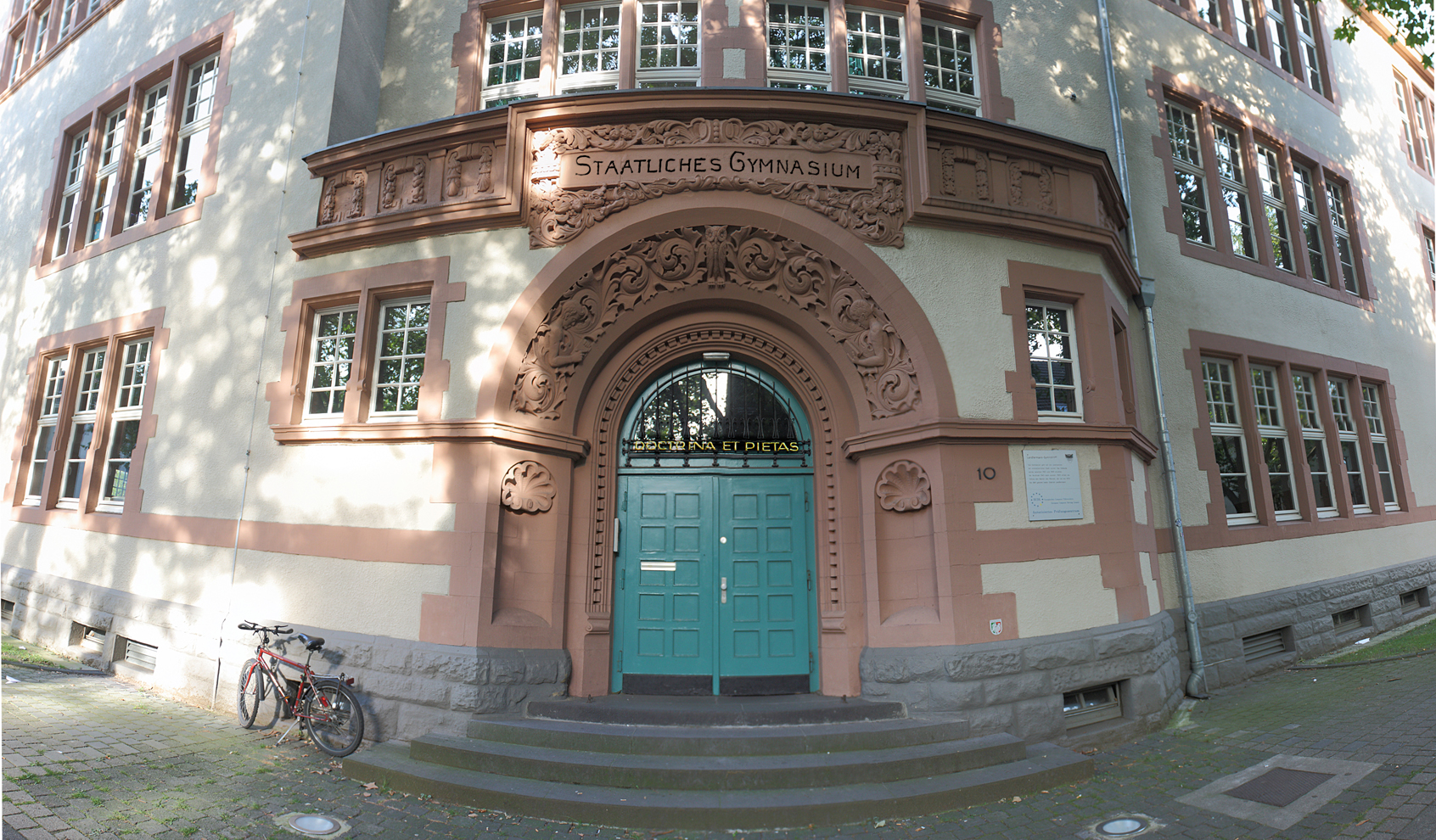
Der Eingang des Gymnasiums

Am 18. Oktober 1559 hatte Geldorp jedenfalls mit sechs Lehrern den Lehrbetrieb aufnehmen können, dabei wurde er insbesondere von Mercator unterstützt. Das eigentliche Gymnasium bestand aus den Klassen Tertia, Sekunda und Prima, in diesen Klassen wurden die grammatischen Studien abgeschlossen, die Beherrschung der Sprache vervollkommnet und die Beschäftigung mit der Philosophie begonnen. Eingerichtet wurde auch die unterste Fakultät der Universitäten, die Artistenfakultät, an der Geldorp, Molanus und auch Mercator dozierten. Die Vorlesungen Mercators wurden 1563 von seinem Sohn Bartholomäus unter dem Namen Breves in sphaeram meditatiunculae als Lehrbuch über Mathematik und Kosmologie veröffentlicht.
Auffällig ist, dass kein Buch des Erasmus von Rotterdam genutzt wurde, stattdessen wurden vornehmlich Briefe des Apostels Paulus verwandt. Auf die Kirchenväter wurde kaum zurückgegriffen, auch zu Martin Luther und Philipp Melanchthon bekannte man sich jedenfalls nicht ausdrücklich. Allerdings gab es schon eine vierstündige Vorlesung über bürgerliches Recht.
Die protestantische Ausrichtung wurde durch Johann Gerhard Hasenkamp begründet. Im Oktober 1766 wurde Hasenkamp Rektor. Auf Ansuchen des Magistrates der Stadt übernahm er neben dem Schuldienst vier Jahre lang die Gottesdienste in der Salvatorkirche. Als Theologe war Johann Gerhard Hasenkamp offen und weitsichtig für die Auslegungen der Bibel. Sein umfangreicher Schriftwechsel mit Johann Caspar Lavater zeugt von großer Bibelkenntnis und einem breiten philosophischen Wissen. Hasenkamps kritische Auseinandersetzungen mit Johann Wolfgang von Goethe belegen seine feingeistige Kampfbereitschaft. Dem Pädagogen Hasenkamp gelang die Verbesserung des Schulunterrichts. Gemeinsam mit dem Elementarschullehrer Johann Hermann Tops aus Mühlheim entwickelte er moderne Lernmethoden. Nach seinem frühen Tod im Jahre 1777 folgte sein Bruder Friedrich Arnold als Rektor und setzte seine pädagogische Arbeit fort.
Auszug aus der Studienordnung:
Die sprachlichen und philosophischen Studien sollen nicht die einzigen bleiben und darum tritt die Beschäftigung mit ethischen, politischen, wirtschaftlichen, und mathematischen Problemen hinzu. Wir erstreben auf dem Wege einer belehrenden Unterweisung eine systematische Ordnung und sind uns darüber im Klaren, welcher Schriftsteller an einer bestimmten Stelle einem anderen gegenüber den Vorzug erhalten muss. Wir bedienen uns aber auch einer Methode, mit der wir alles in bester Weise aufeinander abstimmen und somit nicht planlos ohne Ausrichtung auf ein Ziel hin- und hertasten. Wir schöpfen bei unserer Arbeit, ohne uns im Voraus auf etwas festzulegen, die letzten Möglichkeiten aus.

### Weitere Entwicklung

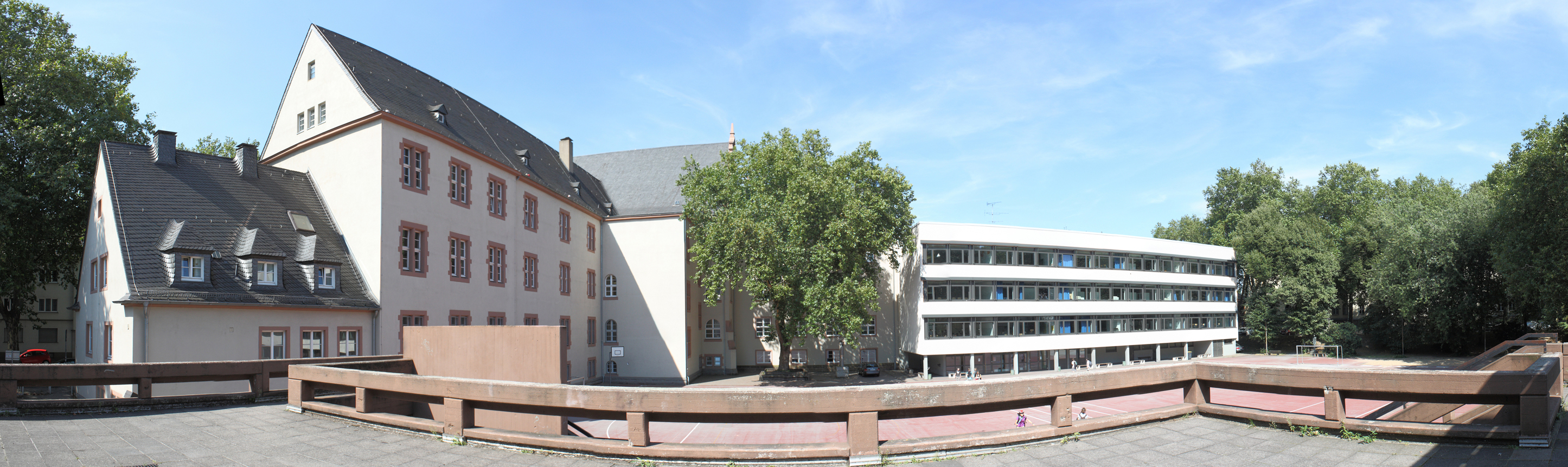
Blick auf den Gebäudekomplex der Schule

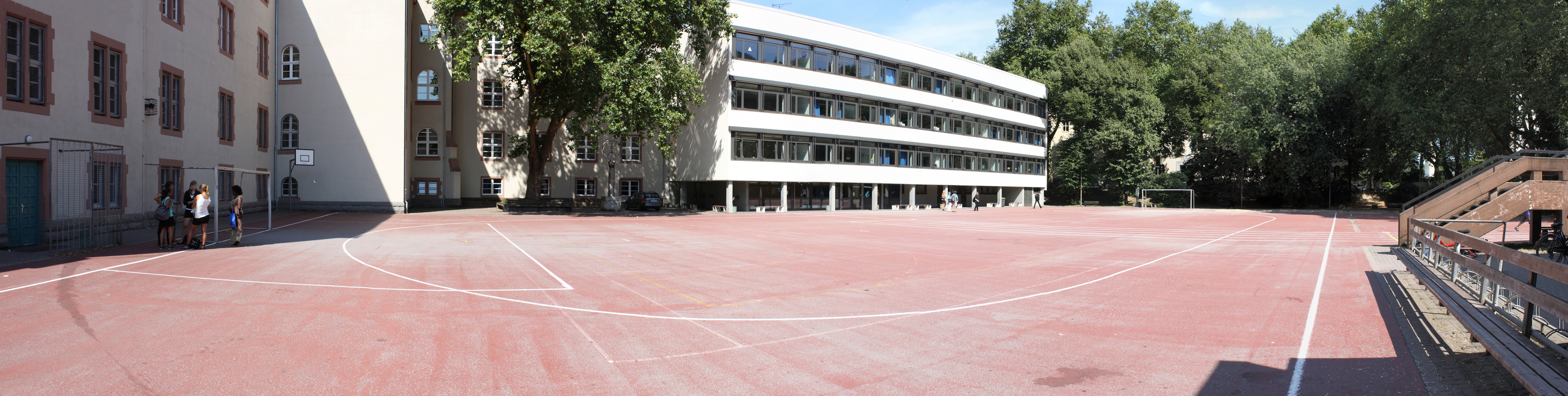
Der Schulhof des Gymnasiums

Die Trägerschaft der Schule wechselte mehrfach durch die Jahrhunderte, so wurde sie 1821 stiftisches Gymnasium, 1885 königliches Gymnasium und 1918 staatliches Gymnasium.
Seit 1925 ist die Schule nach ihrem ehemaligen Direktor (1835 bis 1841) Dietrich Wilhelm Landfermann benannt. 1974 ging die Trägerschaft schließlich auf die Stadt Duisburg über.
Im Schuljahr 2019–2020 feiert die Schule ihr (mindestens) 460-jähriges Bestehen; die Schulfeier wird wegen der aktuell bestehenden Einschränkungen allerdings erst im nächsten Schuljahr gefeiert werden können.
Seit 2012 hat die Europaschule ihr humanistisches Profil neu entwickelt und unter dem Leitbildsatz „Aus Tradition die Zukunft gestalten“ neu ausgerichtet. Dieses Profil umfasst im Kern den Schwerpunkt alte und neue Sprachen, individuelle Begabungsförderung und Persönlichkeitsentwicklung sowie Informatik im MINT-Bereich.
Im Schuljahr 2019–2020 werden Aula und Sporthalle komplett saniert und neu gestaltet.

## Besonderheiten der Schule
Das Landfermann-Gymnasium war Vorreiter auf dem Weg zum achtjährigen Gymnasium. Bereits der zum Schuljahr 2004/2005 aufgenommene Jahrgang wurde nach dem Lehrplan für die verkürzte Gymnasiallaufbahn unterrichtet (erst ab 2005/2006 war dies für alle Gymnasien in NRW verbindlich).
Seit dem 25. Januar 2011–2016 rezertifiziert – ist das Landfermann-Gymnasium Europaschule des Landes NRW. Ebenfalls seit Januar 2011 ist die Schule außerdem CertiLingua-Schule.
Der Einzugsbereich der Schule ist traditionell nicht nur auf die umliegenden Stadtteile (Altstadt, Dellviertel, Duissern und Neudorf) beschränkt. Viele Schüler kommen aus dem Duisburger Süden, aus Rheinhausen und auch Mülheim-Speldorf.
Seit dem Schuljahr 2012/2013 ist das Landfermann-Gymnasium mit einem individuell ausgerichteten Neigungskonzept in der Schullandschaft zu finden. Neben dem Bilingualen Zweig gibt es die Regelklassen. In beiden Zweigen wird der Unterricht durch frei wählbare Neigungskurse ergänzt, mit denen die Schule besondere Interessen und Begabungen entdecken und fördern will. Die Neigungskurse sind halbjährlich zu wechseln; sie umfassen Robotik, angewandte Mathematik, Mikroskopieren, Klima und Nachhaltigkeit, Theater und Musik, eine Einführung zum Beispiel in Japanisch und auch Latein. Der Latein-Neigungskurs kann bis zum Latinum bereits in der Sekundarstufe I fortgeführt werden.
Die Persönlichkeitsbildung erfolgt im Rahmen einer so genannten Landfermann-Stunde in den Stufen 5 bis 8.
Seit dem 15. Dezember 2016 ist das Landfermann-Gymnasium Fairtrade-Schule.
Das Landfermann-Gymnasium ist Mitglied in folgenden Netzwerken und Projekten:

### Netzwerke
- Referenzschule im Netzwerk Zukunftsschulen des Landes NRW
- Projekt und Netzwerk „Leistung macht Schule (LemaS)“
- Schule im Duisburger Projekt Lernen 25
- „Potenziale entwickeln – Schulen stärken“ der Mercator-Stiftung
- Mitglied im Netzwerk Schule ohne Rassismus – Schule mit Courage
- Netzwerkschule im Projekt „Vielfalt fördern“ des Landes NRW

### Kooperationen
- APEIROS e. V.
- Duisburger Kompetenzzentrum für Begabungs- und Begabtenförderung
- Projekt Talentscouts der Universität Duisburg-Essen
- Kooperationsschule mit dem Chancenwerk e. V. zur Lernförderung
- Kooperation mit der Volkshochschule Duisburg
- Kooperation mit der Musikschule Duisburg
- Theater Duisburg
- Kooperation mit den Lernferien Nordrhein-Westfalen
- Arbeitsagentur Duisburg

### Sprachenangebot
Englisch-Bilingual
Neben dem durchgehend vier- bis fünfstündig unterrichteten Hauptfach Englisch werden jährlich wechselnd Erdkunde, Geschichte und Politik in Englisch unterrichtet. In der Oberstufe kann das Certilingua-Zertifikat und das Zertifikat zum bilingualen Abitur erworben werden.
Zweisprachenmodell
Während die Schüler zu Beginn der Klasse 6, demnächst unter G9 Klasse 7, entweder Latein oder Französisch oder Spanisch – Spanisch ab 7 als einziges Duisburger Gymnasium – wählen, nehmen die Schüler in diesem Zweisprachenmodell an gleichzeitig zwei Sprachkursen mit jeweils nur zwei Stunden pro Woche teil. Der in den dazwischen liegenden Stunden bearbeitete Stoff und die dazu gestellten Hausaufgaben werden von den Schülern im Team eigenständig nachgearbeitet.
Voraussetzung für die Teilnahme an diesem Zweisprachenmodell ist eine besondere Leistungsfähigkeit und Leistungsbereitschaft sowie eine entsprechende Belastbarkeit der Schüler, da von ihnen erwartet wird, dass sie den Stoff von vier Wochenstunden bei Teilnahme an nur zwei Wochenstunden mit entsprechender zusätzlicher häuslicher Nacharbeit bewältigen.
Sprachenübersicht unter den neuen G9-Bedingungen
- Englisch ab Klasse 5
- Latein ab Klasse 5 – in einem besonderen Neigungskursmodell – oder 7
- Französisch ab Klasse 7
- Spanisch ab Klasse 7 oder 9 oder 11
- Altgriechisch ab Klasse 9
- Japanisch ab Klasse 9 oder Klasse 11 – Japanisch ab 9 als einziges Gymnasium im Ruhrgebiet
- Chinesisch ab Klasse 11 (in Kooperation mit anderen Duisburger Schulen)

### Schüleraustausch
|  | Aktuelle Austauschprogramme                                         |
|  | Collège Pierre-Paul Prud’hon, Cluny, Frankreich                     |
|  | Colegio Hélade, Madrid, Spanien                                     |
|  | Experimental Foreign Languages School, Chengdu, Volksrepublik China |
|  | Waterford High School, Wisconsin, USA                               |

|  | Ehemalige Austauschprogramme                                              |
|  | Hurstpierpoint College, Hassocks, West Sussex, Vereinigtes Königreich     |
|  | Roedean School for Girls, East Sussex, Vereinigtes Königreich             |
|  | Phoenix Country Day School (PCDS), Arizona, USA                           |
|  | Russel High School, Kansas, USA                                           |
|  | Metro West High School, Ra’anana, Israel                                  |
|  | Lycée Haute Qualité Environnementale Léonard de Vinci, Calais, Frankreich |
|  | MBCI-Margaret Barbour Collegiate Institute, Manitoba, Kanada              |
|  | Colégio Visconde de Porto Seguro, São Paulo, Brasilien                    |

### MINT-Schwerpunkt
Seit 2014 ist Informatik der Schwerpunkt des Landfermann-Gymnasiums im MINT-Bereich. Das Landfermann-Gymnasium ist Mitglied im Modellvorhaben Informatik der Bezirksregierung Düsseldorf und bietet in den Jahrgangsstufen 5, 6 stets mehrere Angebote aus dem Bereich Programmieren, Informatik und Robotik. Zudem wird im Wahlpflichtbereich ab Stufe 9 stets Informatik angeboten; in der Oberstufe werden immer Grund- und Leistungskurse in Informatik durchgeführt.

## Bibliothek
Die im obersten Stockwerk des Altbaus befindliche Bibliothek weist eine Sammlung teilweise über 200 Jahre alter Bücher auf. Dazu gehörten auch einige Bücher von durchaus bedeutendem Wert, darunter Bibeln und Mercator-Atlanten. Diese wurden von einem damaligen Lehrer der Schule, Klaus Wagener, liebevoll gepflegt und bei Interesse (fast) jederzeit zugänglich gemacht.
Als Eigentümerin der Schule erhob die Stadt Duisburg Anspruch auf diese wertvollen Bücher mit der Begründung, diese sollten einer breiten Öffentlichkeit zugängig gemacht werden. So wurden die Bücher Anfang der 1990er aus den Räumen der Schule entfernt und im Anschluss daran im Tresor einer ehemaligen Sparkassenfiliale in Duisburg-Rheinhausen eingelagert, da der Stadt das Geld für notwendige Restaurierungsarbeiten fehlte. Mittlerweile wurden einzelne dieser Bücher zu offiziellen Gastgeschenken der Stadt Duisburg für prominente Besucher.

## Patenschaft
Das Landfermann-Gymnasium ist seit 1955 Patenschafts-Schule des ehemaligen Collegium Fridericianum in Königsberg (Ostpreußen). Ziel der „Collegium Fridericianum Professor Schumacher Stiftung“ ist die Förderung und Pflege ostpreußischen Kulturgutes. Zu den bekanntesten Schülern des ehemaligen Collegium Fridericianum zählen Immanuel Kant und Eduard von Simson, bekanntester Lehrer war Johann Gottfried Herder.

## Persönlichkeiten

### Persönlichkeiten der Vorgängerinstitutionen
- Gerhard Mercator (1512–1594), Mathematiker, Geograph, Philosoph, Theologe, Kosmograph und Kartograph
- Johann Otho (1520–1581), Humanist und Kartograph
- Johannes Corputius (1542–1611), niederländischer Ingenieur, Militärführer und Kartograph, Schüler Mercators[17]
- Johannes Clauberg (1622–1665), Theologe und Philosoph, Gründungsrektor und Professor der alten Universität Duisburg
- Johann Gerhard Hasenkamp (1736–1777), Theologe, ab 1766 Rektor
- Friedrich Arnold Hasenkamp (1747–1795), Gymnasiallehrer, ab 1779 Rektor
- Friedrich Wilhelm Krummacher (1796–1868), Theologe, Schüler der Quarta und Tertia 1805–1807
- Dietrich Wilhelm Landfermann (1800–1882), Pädagoge, Demokrat, 1835–1841 Direktor
- Wilhelm Hollenberg (1820–1912), Theologe, Lehrer und Mitglied des Preußischen Abgeordnetenhauses
- Friedrich Albert Lange (1828–1875), Pädagoge, Sozialkritiker, Ökonom und Redakteur, Lehrer zwischen 1857 und 1861

### Ehemalige Schüler der Schule
- Karl-Heinz Stroux (1908–1985), deutscher Schauspieler, Regisseur und Theaterleiter
- Klaus Esser (* 1947), Jurist und Manager
- Ulrich Stevens (1948–2022), Denkmalpfleger
- Elmar Giemulla (* 1950), deutscher Jurist und Professor für Luftrecht
- Roland Werner (* 1957), Afrikanist und Theologe, Generalsekretär des deutschen CVJM
- Stefan Korioth (* 1960), Rechtswissenschaftler und Journalist
- Ralf von den Hoff (* 1963), Klassischer Archäologe und Hochschullehrer
- Friedrich Joussen (* 1963), Ingenieur und Manager
- Wolf A. Lagrèze (* 1965), Hochschullehrer und Facharzt für Augenheilkunde
- Jorgo Chatzimarkakis (* 1966), Politikwissenschaftler, Europaparlamentarier
- Jacob Joussen (* 1971), Rechtswissenschaftler und Hochschullehrer, Mitglied im Rat der EKD
- Sascha Lensing (* 1973), Politiker
- Kai Magnus Sting (* 1978), Kabarettist, Schriftsteller, Rundfunkmoderator und Schauspieler

### Schulleiter
- 1559–1561 Heinrich Castritius Geldorp
- 1561–1563 Johannes Molanus
- 1563–1579 Antonius Luttelforst
- 1580–1586 Johannes Tybius
- 1588–1602 Ludger Merrenscheit
- 1602–1610 Theodor Vorstius
- 1611–1613 Petrus Scriverius
- 1613–1614 Henricus Hermanni
- 1614–1616 Mathias Wolter
- 1616–1623 Johannes Monnichius
- 1623–1636 Leonhard Weidner
- 1637–1638 Isaak Cramer
- 1638–1645 Johannes Philipp Geusauff
- 1645–1650 Eucharius Cancrinus
- 1650–1651 Johannes Walther Biermann
- 1652–1653 Johannes Clauberg
- 1653–1656 Heinrich Frens
- 1657–1665 Christoph Fr. Crell
- 1665–1670 Jonas Barbeck
- 1670–1679 Joh. Gottfried Weysbecker
- 1680–1702 Hermann Honn
- 1703–1705 Johannes Gottschalk Wülffing
- 1705–1716 Moritz Rudolf Heller
- 1716–1727 Arnold Merckens
- 1727–1765 Johann Adolf Baurmeister
- 1766–1777 Johann Gerhard Hasenkamp
- 1778–1779 Heinrich Adolph Grimm
- 1779–1795 Friedrich Arnold Hasenkamp
- 1796–1821 Johann Gottfried Christian Nonne
- 1822–1829 Johann Daniel Schulze
- 1829–1830 Adolf Schriever
- 1830–1835 Friedrich August Schulze (Pseudonym Friedrich Laun)
- 1835–1841 Dietrich Wilhelm Landfermann
- 1842–1845 Heinrich Knebel
- 1845–1875 Karl Eichhoff
- 1875–1878 Alfred Eberhard
- 1878–1881 Hermann Genthe
- 1881–1908 Richard Schneider
- 1908–1911 Ludwig Martens
- 1911–1932 Max Wiesenthal
- 1932–1938 Ernst Keßler
- 1938–1939 Fritz Michel
- 1940–1942 und
1943–1945 Ludwig Neuschroer (kommissarisch)
- 1942–1942 Friedrich Zeichner
- 1945–1951 Bernhard Kock
- 1952–1965 Herbert Zimmermann
- 1965–1977 Leonhard Domagalla
- 1978–1997 Peter Westhölter
- 1997–2009 Ulrich Tholuck
- 2009–2012 Detlef Kleinschnellenkamp (kommissarisch)
- 2012–heute Christof Haering